# Перипатетики
Перипатетики (від грец. περιπατέω — прогулюватись) — давньогрецька філософська школа послідовників Арістотеля, проіснувала до III століття нашої ери.
Назва школи походить від звички Арістотеля прогулюватись разом із учнями під час читання лекцій. Інша назва школи Лікей походить від назви району у східній околиці Афін, де Арістотель почав навчати своїх учнів, що носить назву від храму Аполлона Лікейського, у східній частині древніх Афін. Заснована в 335—334 р. до н. е.
У середньовіччя перипатетиками називали схоластів. Починаючи з IX століття періпатетизм був сприйнятий і отримав розвиток у роботах арабомовних мислителів.

## Відомі перипатетики
- Арістотель
- Теофраст
- Деметрій Фалерський
- Евдем Родоський
- Аристоксен
- Дикеарх
- Стратон Лампсакський
- Афіней Механік